# ONE Fight Night 17
ONE Fight Night 17: Kryklia vs. Roberts fue un evento de deportes de combate producido por ONE Championship llevado a cabo el 9 de diciembre de 2023, en el Lumpinee Boxing Stadium en Bangkok, Tailandia. 

## Historia
Una pelea por el Campeonato Mundial de Muay Thai de Peso Pluma de ONE entre el actual campeón Tawanchai P.K.Saenchai y el ex-Campeón Mundial de Kickboxing de Peso Pluma de ONE Superbon Singha Mawynn está programada para encaebzar el evento.  El par estaba previamente programado para encabezar ONE Fight Night 15, pero Superbon fue obligado a retirarse de la pelea por una lesión de pierna. Sin embargo, Tawanchai se retiró de la pelea luego de ser hospitalizado con una infección viral. El par fue reprogramado para el 22 de diciembre en ONE Friday Fights 46
Una pelea por el Campeonato Mundial Inaugural de Muay Thai de Peso Pesado de ONE entre el actual Campeón Mundial de Kickboxing de Peso Pesado de ONE (además de ganador del Grand Prix de Kickboxing de Peso Pesado de ONE de 2022) Roman Kryklia y el campeón de peso pesado de WBC Muay Thai Alex Roberts encabezó el evento.
Niclas Larsen estaba programado para enfrentar a Jo Nattawut en una pelea de muay thai de peso pluma en el evento. Sin embargo, Larsen se retiró de la pelea por una lesión y fue reemplazado por el debutante Luke Lessei.

## Resultados
1. ↑  Por el Campeonato Mundial Inaugural de Muay Thai de Peso Pesado de ONE.

## Bonificaciones
Los siguientes peleadores recibieron bonos de $50.000.
- Actuación de la Noche: Roman Kryklia, Dimitry Menshikov y Jacob Smith